# Śluby panieńskie (film)
Śluby panieńskie – polski film kostiumowy z 2010 roku w reżyserii Filipa Bajona. Film jest adaptacją sztuki Aleksandra Fredry pod tym samym tytułem z 1832 roku. Zdjęcia do filmu powstały w Kotuniu oraz w skansenie w Nowej Suchej koło Węgrowa od 26 sierpnia do 30 września 2010 roku.
Akcja filmu toczy się w XIX wieku, jednak w filmie pojawiają się wstawki współczesne (np. samochód, telefony komórkowe, współczesna prasa)

## Opis fabuły
Rok 1825, niewielki dworek na południu Polski. Majętny Radost (Robert Więckiewicz) zamierza wyswatać swojego bratanka Gustawa (Maciej Stuhr) z piękną Anielą (Anna Cieślak) – córką mieszkającej po sąsiedzku Dobrójskiej (Edyta Olszówka). Strony szybko uzgadniają małżeński kontrakt. Problem w tym, że Gucio spędza noce w karczmie „Pod Złotą Papugą”, uwodzi kobiety, pije, tańczy i ani myśli się żenić.
Również Aniela, będąca pod wpływem swej kuzynki Klary (Marta Żmuda Trzebiatowska), daleka jest od myśli o zaślubinach. Klara, zagorzała przeciwniczka mężczyzn, nieustannie kpi z zakochanego w niej natrętnego romantyka Albina (Borys Szyc). Ta pełna temperamentu, inteligentna, błyskotliwa kobieta, niepokorna i obdadrzona ciętym językiem, sama chce decydować o swoim losie. Dlatego też igra z miłością Albina i otwarcie buntuje się przeciwko utartym obyczajom. Zorientowawszy się, że rodzina także ją i Albina pragnie widzieć na ślubnym kobiercu, przekonuje Anielę do złożenia ślubów panieńskich. Aniela i Klara składają przysięgę: Przyrzekam na kobiety stałość niewzruszoną, nienawidzić ród męski, nigdy nie być żoną.
Ślubów dziewcząt nie udaje się jednak utrzymać w tajemnicy. Gdy dowiaduje się o nich Gustaw, budzi się w nim duch przekory. Postanawia zamieszać wszystkich w sprytną intrygę. Chce doprowadzić do tego, by Aniela wyznała mu miłość, a Klara doceniła uczucie Albina.

## Obsada
- Robert Więckiewicz jako Radost
- Maciej Stuhr jako Gustaw
- Anna Cieślak jako Aniela
- Edyta Olszówka jako Dobrójska
- Marta Żmuda Trzebiatowska jako Klara
- Borys Szyc jako Albin
- Andrzej Grabowski jako ojciec Klary
- Daniel Olbrychski jako szlachcic
- Marian Opania jako szlachcic
- Lech Ordon jako szlachcic
- Marian Dziędziel jako szlachcic
- Jerzy Braszka jako szlachcic
- Michał Piela jako parobek Albina
- Wiktor Zborowski jako Jan
- Stefan Szmidt jako kamerdyner Radosta
- Henryk Rajfer jako Cadyk
- Jerzy Rogalski jako służący Albina
- Dariusz Kuchta jako Huzar
- Jan Nowicki